# Michele Conti (motociclista)
Michele Conti (Lecco, 3 luglio 1983) è un pilota motociclistico italiano.

## Carriera
Nel 2001 chiude al quindicesimo posto nella classe 125 del Campionato Italiano Velocità e conquista ventinove punti nel campionato europeo. Nel 2002 chiude quinto e disputa una gara anche nell'italiano Superbike. Nel 2003 vince una gara e chiude sesto, contestualmente al CIV, prende parte al campionato europeo dove vince una gara e chiude quarto. Nel 2004 prende parte al campionato italiano 125, chiudendo all'ottavo posto in classifica, e all'europeo dove è sedicesimo. Nel 2005 vince il campionato europeo della classe 125, e chiude terzo nel campionato Italiano. Nel 2006 ha corso nella classe 125 del motomondiale, con il numero 16, nel team Valsir Seedorf Racing dotato di Honda RS 125 R, il compagno di squadra è Fabrizio Lai.
Nel 2007 è tornato al team Kuja Racing, disputando Campionato Italiano 125 GP ed Europeo classe 125, finendo terzo quest'ultimo. Nel 2008 inizia la sua carriera con le moto a 4 tempi, sempre in sella alla Honda ma 1000 classe superstock, finisce quarto la Coppa Europa Stocksport 1000 cm³. e chiude diciannovesimo nel campionato italiano Stock1000. Nel 2009 rimane in sella alla CBR 1000RR, con il numero 24 sulla carenatura, finisce nono con 30 punti il Campionato Italiano Stock 1000.
Nel 2010 continua nel Campionato Italiano Stock 1000 confermato nel team Kuja Racing ma cambia moto passando alla BMW S1000 RR. Nel 2011 fa il suo esordio come wildcard nel campionato mondiale Supersport nella prova disputatasi a Brno, collezionando un 18º posto. Nel 2011 vince il campionato European ALPE ADRIA nella classe 600 Supersport.

## Risultati in gara

### Motomondiale
| 2001 | Classe | Moto  |  |  |  |  |    |  |  |  |  |  |  |  |  |  |  |  |  | Punti | Pos. |
| ---- | ------ | ----- |  |  |  |  | -- |  |  |  |  |  |  |  |  |  |  |  |  | ----- | ---- |
| 2001 | 125    | Honda |  |  |  |  | 22 |  |  |  |  |  |  |  |  |  |  |  |  | 0     |      |

| 2003 | Classe | Moto  |  |  |  |  |    |  |  |  |  |  |  |  |  |  |  |  |  | Punti | Pos. |
| ---- | ------ | ----- |  |  |  |  | -- |  |  |  |  |  |  |  |  |  |  |  |  | ----- | ---- |
| 2003 | 125    | Honda |  |  |  |  | 22 |  |  |  |  |  |  |  |  |  |  |  |  | 0     |      |

| 2005 | Classe | Moto  |  |  |  |  |    |  |  |    |  |  |  |  |  |  |  |  |  | Punti | Pos. |
| ---- | ------ | ----- |  |  |  |  | -- |  |  | -- |  |  |  |  |  |  |  |  |  | ----- | ---- |
| 2005 | 125    | Honda |  |  |  |  | 11 |  |  | NE |  |  |  |  |  |  |  |  |  | 5     | 30º  |

| 2006 | Classe | Moto  |    |    |    |    |     |    |     |    |    |    |    |    |    |    |    |    |    | Punti | Pos. |
| ---- | ------ | ----- | -- | -- | -- | -- | --- | -- | --- | -- | -- | -- | -- | -- | -- | -- | -- | -- | -- | ----- | ---- |
| 2006 | 125    | Honda | 29 | 28 | 23 | 18 | Rit | 29 | Rit | 20 | 25 | 26 | NE | 26 | 21 | 18 | 28 | 21 | 23 | 0     |      |

| Legenda | 1º posto        | 2º posto            | 3º posto            | A punti      | Senza punti        | Grassetto – Pole position Corsivo – Giro più veloce |
| Legenda | Gara non valida | Non qual./Non part. | Ritirato/Non class. | Squalificato | '-' Dato non disp. | Grassetto – Pole position Corsivo – Giro più veloce |

### Mondiale Supersport
| 2011 | Moto  |  |  |  |  |  |  |    |  |  |  |  |  |  |  | Punti | Pos. |
| ---- | ----- |  |  |  |  |  |  | -- |  |  |  |  |  |  |  | ----- | ---- |
| 2011 | Honda |  |  |  |  |  |  | 18 |  |  |  |  |  |  |  | 0     |      |

| Legenda | 1º posto        | 2º posto            | 3º posto           | A punti      | Senza punti        | Grassetto – Pole position Corsivo – Giro più veloce |
| Legenda | Gara non valida | Non qual./Non part. | Ritirato/Non class | Squalificato | '-' Dato non disp. | Grassetto – Pole position Corsivo – Giro più veloce |